# Antípatre I de Macedònia
Antípatre I de Macedònia (grec antic: Ἀντίπατρος, llatí: Antipater) fou el segon fill de Cassandre, rei de Macedònia, i net d'Antípatre, el regent. La seva mare era Tessalònica de Macedònia, germana d'Alexandre el Gran.
A la mort de Cassandre el maig del 297 aC el va succeir el seu fill gran Filip IV de Macedònia, que només li va sobreviure tres mesos i va morir l'agost del mateix any quan ja havia estat apartat del poder a causa de la malaltia que patia. Els dos fills menors, Antípatre I i Alexandre V, van ser proclamats reis sota tutela de la seva mare Tessalònica, que va repartir el país entre els dos germans i va assignar l'occident a Alexandre i l'orient a Antípatre. L'any 295 aC Antípatre va arribar a la majoria d'edat i va reclamar tot el regne a la seva mare, que li va negar. Antípatre, sospitant que la mare afavoria al fill petit, la va fer matar i va atacar Alexandre.
Alexandre va cridar en el seu ajut a Pirros de l'Epir i a Demetri Poliorcetes. Al primer li va cedir la terra costanera de Macedònia i les províncies d'Ambràcia, Acarnània i Amfilòquia. Pirros va envair el país i va forçar a Antípatre a retirar-se i negociar un acord de pau que havia d'incloure les cessions a Pirros. Antípatre va demanar ajut al seu sogre Lisímac de Tràcia, ajut que no va arribar doncs el sogre estava ocupat combatent als bàrbars al Danubi, i finalment la pau es va imposar. Demetri Poliorcetes, ocupat a Atenes, va arribar (294 aC) quan Pirros ja s'havia retirat de Macedònia i s'havia produït l'acord entre els germans.
Alexandre va rebre a Demetri amb cordialitat forçada, però li va dir que ja no necessitava els seus serveis. Això va molestar a Demetri (que volia ocupar el regne en benefici propi) però ho va dissimular. A Larisa, mentre Alexandre dinava, es va descuidar i es va quedar sense guàrdies, i uns soldats enviats per Demetri el van assassinar junt amb alguns amics (un d'ells havia comunicat al rei que Demetri era només a un dia de camí). Els soldats que eren a la ciutat de Dio van proclamar rei de Macedònia a Demetri i el poble li va fer costat.
Les fonts no estan d'acord completament en els esdeveniments que van seguir. Sembla que Antípatre va haver de fugir cap a Tràcia davant de Demetri i que Lisímac, per congraciar-se amb el nou sobirà, el va fer matar i va reconèixer a Demetri la meitat del regne del difunt cap a l'any 294 aC.